# Akwarium (powieść)

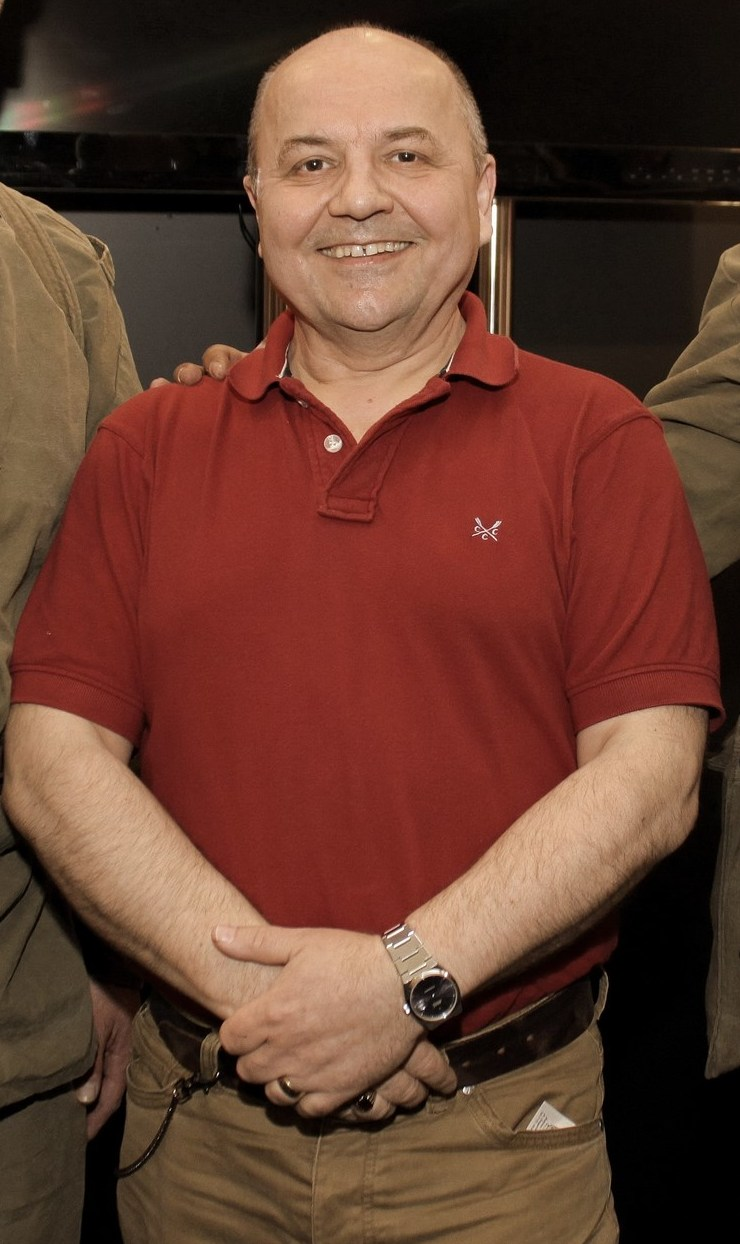
Autor- Wiktor Suworow

Akwarium (ros. Аквариум) – powieść sensacyjna Wiktora Suworowa, oparta na wątkach autobiograficznych i opisująca kulisy pracy radzieckiego wywiadu GRU.
Autor przedstawia przebieg kariery bohatera powieści, Wiktora, w sowieckich służbach wywiadowczych. Wiktor – dowódca kompanii czołgów – zostaje zwerbowany do GRU przez podpułkownika Krawcowa. Przechodzi szkolenie w elitarnych jednostkach Specnazu, a następnie zostaje agentem operacyjnym, działającym za granicą jako przedstawiciel radzieckiej placówki dyplomatycznej.
Książka – napisana po rosyjsku i przetłumaczona na angielski – została po raz pierwszy wydana w Wielkiej Brytanii w 1985. Niemal równolegle ukazała się także jej edycja amerykańska. Pierwsze wydanie polskie – należące do wydawnictw drugiego obiegu – opublikowało w 1988 Wydawnictwo Ruchu Politycznego „Wyzwolenie”.
Książka doczekała się ekranizacji. Antoni Krauze nakręcił film fabularny o tym samym tytule oraz serial telewizyjny: Akwarium, czyli samotność szpiega – w głównych rolach wystąpili Janusz Gajos oraz Jurij Smolskij.

## Wydania polskie
- Akwarium, Wydawnictwo Ruchu Politycznego „Wyzwolenie”, 1988
- Akwarium, Editions Spotkania, 1990, 1991, 1992, ISBN 83-85195-04-1
- Akwarium, AiB – Wydawnictwo Adamski i Bieliński, 2002, ISBN 83-87454-90-7
- Akwarium, Rebis, 2007, 2010, ISBN 978-83-7510-011-2